# Werner Pees

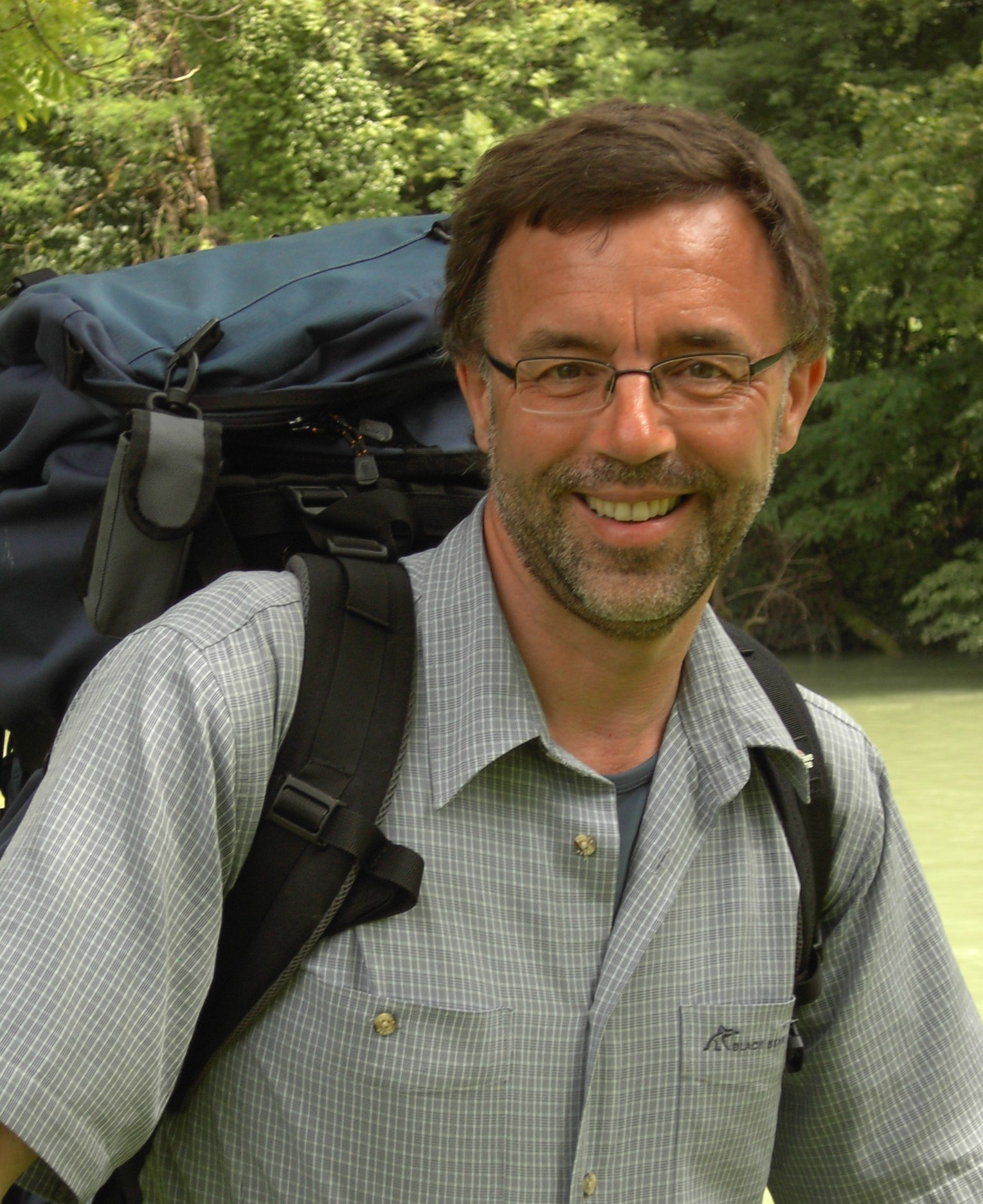
Werner Pees auf dem Jakobsweg (2007)

Werner Alois Pees (* 2. Mai 1956) ist ein deutscher Kirchenmusiker und ehemaliger Diözesanmusikdirektor des Erzbistums Bamberg und Domkapellmeister am Bamberger Kaiserdom.

## Leben und Wirken
Pees studierte Kirchenmusik an der Katholischen Kirchenmusikschule in Aachen und schloss sein Studium mit dem A-Examen ab. Von 1982 bis 1988 war er als Organist und Chorleiter am Wetzlarer Dom tätig. Am 1. Oktober 1988 wurde er zum Leiter des Amts für Kirchenmusik in Bamberg berufen. Diese Tätigkeit übte er als Diözesanmusikdirektor des Bamberger Erzbistums bis Juli 2007 aus.
Als Leiter der Kirchenmusik des Erzbistums Bamberg gründete Pees die Kirchenmusik-Konferenz, ein Gremium von Regional- und Dekanatskantoren, die als Außenstellen des Amts für Kirchenmusik innerhalb der Diözese fungieren. Ebenso besetzte er, auf der Basis der von Erzbischof Elmar Maria Kredel 1987 in Kraft gesetzten neuen Dienstordnung, einzelne Fachbereiche. Durch die Schaffung neuer Kirchenmusikstellen und die Anhebung des Umfangs bereits bestehender Stellen erreichte Pees eine flächendeckende Versorgungsdichte mit qualifizierten Musikern, die sich in der Ausbildung nebenberuflicher Kräfte fortsetzte.
Bereits zu Beginn seiner Tätigkeit rief Pees im Dezember 1988 die Publikation Kirchenmusik im Erzbistum Bamberg ins Leben, die dreimal jährlich erschien und jeweils eine Auflage von 2000 Exemplaren hatte. Sie ist eine Informationsschrift mit Fachartikeln, Berichten, Informationen, Fortbildungshinweisen und einem Konzertkalender für Kirchenmusiker, Chöre und musikinteressierte Laien.
Um der stetig steigenden Nachfrage nach einer qualifizierten diözesanen Chorbetreuung Rechnung zu tragen, initiierte er das als Impuls dienende, zweimal jährlich stattfindende Chortreffen in Vierzehnheiligen, ein Angebot an alle Chorsänger/-innen des Erzbistums bei einem Werkwochenende im Zeichen von Stimmbildung und Erarbeiten neuer Literatur sich fortzubilden. Als Höhepunkte dieser Chorseminare fungieren die diözesanen Kirchenmusiktage in Bamberg, bei denen er die Chöre des Bistums zu einem über 1000-köpfigen Gesamtchor vereinte sowie die Chorpilgerfahrten nach Rom und in die Toskana. Als Arbeitshilfe entstanden die jahrgangsweise erscheinenden Chorhefte Vierzehnheiligen.
1989 gründete Pees die Mädchenkantorei am Bamberger Dom, 1995 die Domkantorei Bamberg und 2002 die Schola Bamberg. 1995 wurde er ebenso Domkapellmeister, ein Amt, das er bis 2021 innehatte. Zu seinen Aufgaben gehörte die Leitung des auf einer langen Tradition fußenden und 125 Mitglieder umfassenden Domchores, gegründet 1192 durch Bischof Otto von Andechs, der Bamberger Domkantorei, der Mädchenkantorei am Bamberger Dom und der Schola Bamberg.
Mit den Chören des Bamberger Doms, mit denen er in Chorwettbewerben mehrere Preise und Auszeichnungen erhielt, unternahm Pees regelmäßig Konzertreisen im In- und Ausland. Ebenso war er mit der Dommusik im Rundfunk und Fernsehen präsent. Im Jahr 2008 erhielt die Dommusik ein neues Domizil. Das ehemalige Kolpinghaus am Bamberger Kaulberg nahe der Oberen Pfarre bot dem Sekretariat der Dommusik, den Domchören und der Werkstatt Neues Geistliches Lied großzügige moderne Proben- und Tagungsräume. Im Juli 2021 wurde Pees von Erzbischof Ludwig Schick in den Ruhestand verabschiedet.
Pees hatte sich während seiner Amtszeit zum Ziel gesetzt, Stationen der Kirchenmusik auf Tonträgern einzuspielen. Dabei ging er neue Wege, indem er historische Vorlagen und jeweils in Auftrag gegebene kompositorische Neuschöpfungen miteinander verband.

## Werke (Auswahl)

### Schriften
- Josef Gabriel Rheinberger (Porträt), in: Kirchenmusik im Erzbistum Bamberg, Heft 1, Februar 1989.
- Petr Eben (Porträt), in: Kirchenmusik im Erzbistum Bamberg, Heft 2. Juni 1989.
- Wissenswertes rund um den Kinderchor, in: Kirchenmusik im Erzbistum Bamberg, Heft 5, September 1990.
- Die Messen Mozarts, in: Kirchenmusik im Erzbistum Bamberg, Heft 8, Dezember 1991.
- Der Diözesanteil II des Gotteslobes, in: Kirchenmusik im Erzbistum Bamberg, Heft 15, Dezember 1994.
- Fröhlich sein, Gutes tun – und die Orgel pfeifen lassen. Prälat Wich zum 70. Geburtstag, in: Kirchenmusik im Erzbistum Bamberg, Heft 20, Juli 1999.
- Kirchenmusik im Erzbistum Bamberg 1988–2007, in: Ludger Stühlmeyer (Hg.): Stationen der Kirchenmusik im Erzbistum Bamberg, Bamberg 2007, S. 73–78.
- Chorerzieher, Ratgeber und väterlicher Freund. Domkapellmeister Paul Joseph Metschnabl zum 100. Geburtstag, in: Fränkischer Tag Bamberg 25. Juni 2010.
- Wie der Mensch zu Ton kommt. Überlegungen zur Einstudierung Neuer Musik mit Laienchören, in: Musica sacra 133. Jahrgang Heft 1, 1. Februar 2013, ISSN 0179-356X, S. 6–10.

### Kompositionen
- Dein Wort, o Herr, ist Licht über meinem Weg.
- Alles, was atmet, lobe den Herrn.
- Amen-Rufe.
- Halleluja-Ruf.
- Gott, dir sei Lob gesungen. Text: Alois Albrecht.
- Großes tut Gott, singt ihm Lob. Text: Alois Albrecht.
- Gelobet seist du, Herr. Text: Alois Albrecht.
- Laß dich rühmen, ewiger Gott. Text: Alois Albrecht.
- Tu solus Dominus. Vertonung des Weihespruchs von Weihbischof Herwig Gössl, 2014.

### Herausgeberschaften
- Bamberger Kinderchorbüchlein. Amt für Kirchenmusik, Bamberg 1992.
- Chorhefte Vierzehnheiligen. Amt für Kirchenmusik Bamberg, Jahrgänge 1996 bis 2006
- Bamberger Chorbuch. Amt für Kirchenmusik, Bamberg 2007.
- Vesper zum 1000-jährigen Bestehen des Bistums Bamberg. (Auftragskomposition) Musik: Wolfram Buchenberg, Text: Alois Albrecht, Bamberg 2007.
- "Missa Christus vincit" Max Jobst (1908–1943). Bamberg 2015.

## Tonträger
- Venite Populi. Chor- und Orgelmusik des 19. und 20. Jahrhunderts, Mädchenkantorei am Bamberger Dom, Markus Willinger Orgel, Bamberg 1995.
- Josef Gabriel Rheinberger, Messen für Frauenchor. Mädchenkantorei am Bamberger Dom, Georg Hagel Orgel, BRmedia 2002.
- Heinrich II.: Gregorianischer Krönungsritus. Schola Bamberg, Christophorus 2002.
- Gregorianische Gesänge für Kaiserin Kunigunde – nova historia. Schola Bamberg, Christophorus 2004.
- Weihnachten in Europa. Chöre am Bamberger Dom, Bayerischer Rundfunk 2004.
- Vor dir sind tausend Jahre wie ein Tag. Wolfram Buchenberg-Vesper, Domkantorei Bamberg, Bläser der Bamberger Symphoniker, Cavalli records 2007.
- Otto von Bamberg: Officium für das Fest des hl. Bischofs Otto. Schola Bamberg, Christophorus 2010.
- Pilgrimage to Santiago – Vocalmusik für St. Jacob. Schola Bamberg, Christophorus 2011.

## Auszeichnungen
- 1997: 1. Preis beim Bayerischen Chorwettbewerb in Regensburg
- 2005: 1. Preis beim Bayerischen Chorwettbewerb in Neustadt an der Aisch
- 2021: Pro Ecclesia et Pontifice
- 2024: Bundesverdienstkreuz am Bande[8]